# Chevrolet HHR
Chevrolet HHR (Heritage High Roof) är en kompakt CUV som skapats med inspiration från 1940-talet och Chevrolets dåvarande fordon, främst 1949 års Chevrolet Suburban. Designern, Brian Nesbitt, hade några år tidigare formgivit en snarlik bil, Chryslers PT Cruiser.

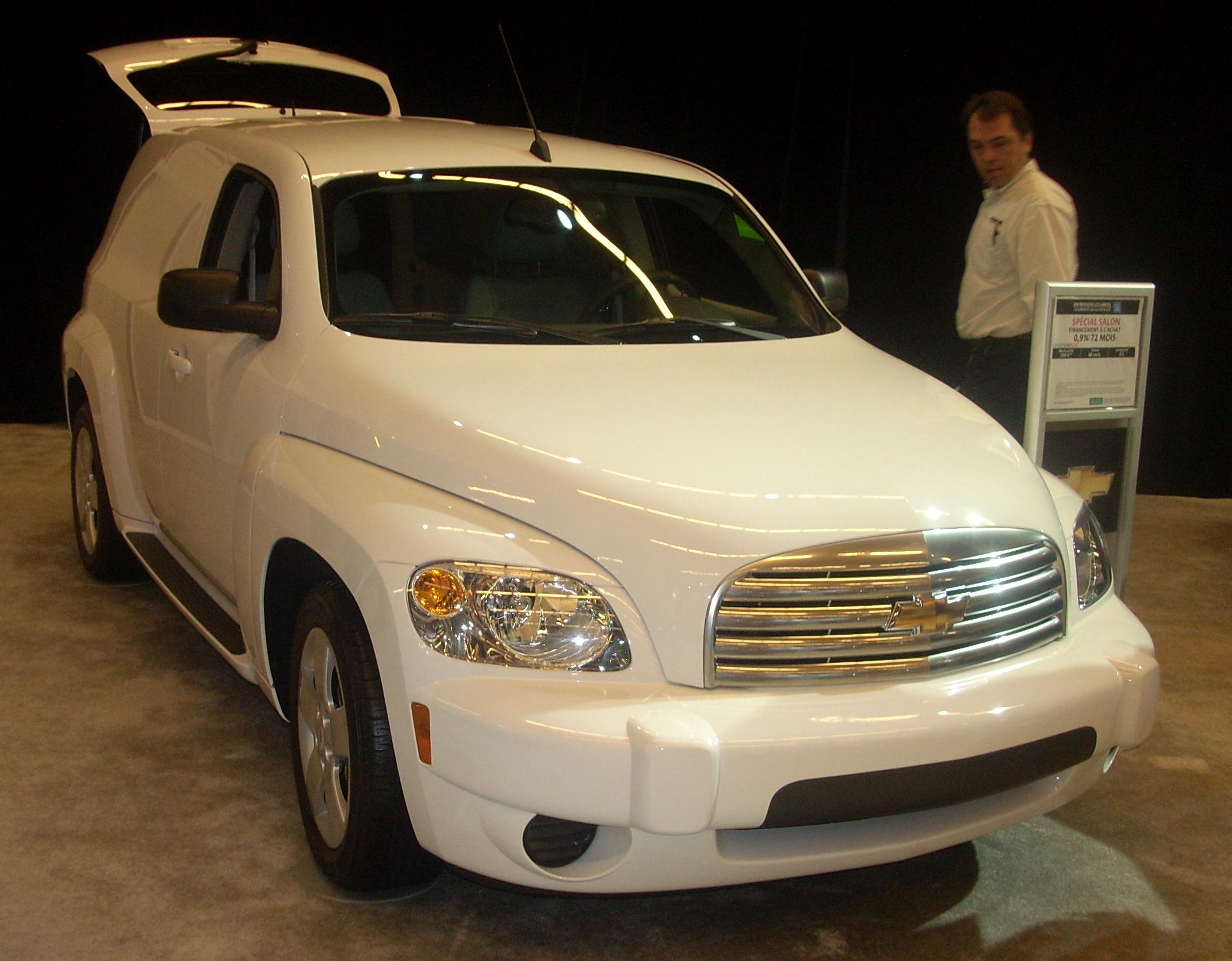
En 2008 års Chevrolet HHR, här i godsutförande

2007 infördes en godsversion av HHR (eng. panel van). Den har inget baksäte och inga bakre rutor och kan således frakta mer skrymmande gods.
HHR tillverkas i Ramos Arizpe Mexiko och säljs över hela nordamerika. Den exporteras även till Japan.